# Nicolaas Cornelis Lambrechtsen

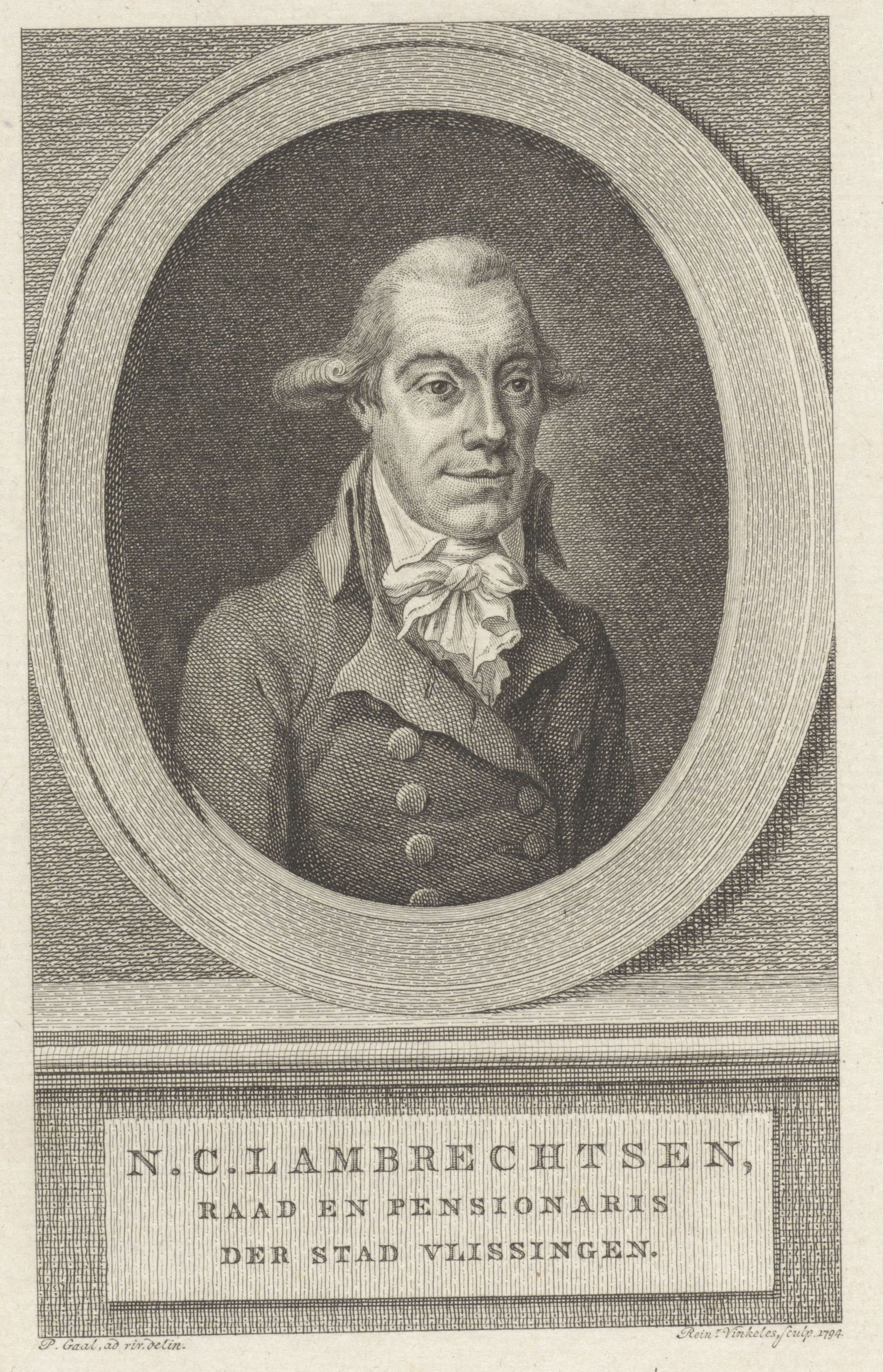
Portret van Nicolaas Cornelis Lambrechtsen van Ritthem

Nicolaas Cornelis Lambrechtsen, heer van Ritthem (Vlissingen, 29 februari 1752 – Middelburg, 21 mei 1823) was een Nederlands jurist en patriots politicus tijdens de Franse tijd.

## Familie
Lambrechtsen was een lid van de in het genealogische naslagwerk Nederland's Patriciaat opgenomen familie Lambrechtsen. Hij was een zoon van raad en schepen van Vlissingen Nicolaas Lambrechtsen (1716-1780) en Maria Kroef (1725-1785). Hij trouwde in 1790 met Maria Petronella Schorer (1760-1803), lid van de familie Schorer. Uit dit huwelijk werden een zoon en een dochter geboren.

## Leven en werk
Lambrechtsen studeerde rechtsgeleerdheid aan de Rijksuniversiteit Utrecht en promoveerde in 1773.
Vanaf 30 april 1774 was hij pensionaris van Vlissingen. Hij bleef dat totdat op 29 september 1787 zijn huis door de oranjegezinden werd geplunderd en hij naar Middelburg verhuisde.
Na de omwenteling van 1795 werd hij namens Vlissingen lid van de Vergadering van Provisionele Representanten van het Volk van Zeeland. Als zodanig werd hij afgevaardigd naar de Algemene Vergadering die de Eerste Nationale Vergadering moest voorbereiden. In Middelburg leidde hij Zeeuwse commissie die de Oost- en West-Indische zaken moest afhandelen. Koning Lodewijk Napoleon benoemde hem tot staatsraad in buitengewone dienst.
In 1813 legde hij zijn functies neer. Via een erfenis werd hij in 1814 ambachtsheer van Ritthem, waarna hij zich Nicolaas Cornelis Lambrechtsen van Ritthem noemde.
Naast zijn politieke functies had hij vele nevenfuncties, veelal op het gebied van cultuur en wetenschappen. Tijdens zijn ambteloze periodes legde hij zich toe op zijn favoriete interesse-gebieden: de geschiedenis en de letteren. Hij publiceerde over de Zeeuwse geschiedenis en staatsinrichting en ondersteunde kunstenaars, bijvoorbeeld Jacobus Bellamy. Hij was voorzitter van het Zeeuwsch Genootschap der Wetenschappen, dat hij door een roerige periode leidde en waarin hij onder andere ijverde voor het behoud van voor Zeeland belangrijke objecten en verzamelingen, bijvoorbeeld het restant van de nalatenschap van Samuel van der Putte.
- Biografisch Portaal: 50448711
- Gemeinsame Normdatei: 1019574488
- International Standard Name Identifier: 0000 0003 6768 3056
- Library of Congress Control Number: nr00028311
- Nederlandse Thesaurus van Auteursnamen: 207181276
- Istituto Centrale per il Catalogo Unico: NAPV203331
- Virtual International Authority File: 232275318
- WorldCat: E39PBJm4P7kf6j7vddvhTfPqQq